# Calomnie (film, 1924)
Pour le film de Roy Rowland sorti en 1957, voir Calomnie (film).
Pour plus de détails, voir Fiche technique et Distribution.
Calomnie (titre original : Pied Piper Malone) est un film américain réalisé par Alfred E. Green et sorti en 1924.

## Synopsis
Jack Malone et Charles Crosby, deux marins travaillant sur un vapeur, sont amoureux de Patty Thomas. Crosby se saoule en service et Jack est promu à sa place par le capitaine Clarke. Lors d’une tempête leur navire coule tandis que l’équipage s’échappe dans des chaloupes. Crosby arrive le premier au port et accuse le capitaine et Jack d’être en état d’ébriété et d’avoir causé le désastre. Tous les gens de la ville, y compris Patty, le croient. Cependant, à la fin, le nom de Jack Malone est blanchi par les enfants de la ville, qui connaissent Jack comme le « Joueur de flûte ».

## Fiche technique
- Titre original : Pied Piper Malone
- Réalisation : Alfred E. Green
- Scénario : Thomas J. Geraghty, Booth Tarkington
- Photographie : Ernest Haller
- Société(s) de production : Famous Players-Lasky
- Société(s) de distribution : Paramount Pictures
- Pays de production :  États-Unis
- Langue originale : film muet
- Format : noir et blanc — 35 mm — 1,33:1 — muet
- Genre : drame
- Lieu de tournage : Long Island, New York
- Durée : 77 minutes (8 bobines) [1]
- Date de sortie :
  - États-Unis : 4 février 1924

## Distribution
- Thomas Meighan : Jack Malone
- Lois Wilson : Patty Thomas
- Emma Dunn : la mère Malone
- Charles Stevenson : James P. Malone
- George Fawcett : Captain Clarke
- Cyril Ring : Charles Crosby Jr.
- Claude Brook : Charles Crosby Sr.
- Joseph Burke : Mr. Thomas
- Peaches Jackson : Betty Malone
- Charles Winninger : Louie
- Hugh Cameron : Photographe
- Dorothy Walters
- Pearl Sindelar : sœur de Malone
- Marie Schaefer : sœur de Malone
- Elizabeth Henry : sœur de Malone
- Helen Mack